# Gentianella lipskyi
Gentianella lipskyi är en gentianaväxtart som först beskrevs av Kusn., och fick sitt nu gällande namn av Josef Holub. Gentianella lipskyi ingår i släktet gentianellor, och familjen gentianaväxter. Inga underarter finns listade i Catalogue of Life.